# Korwety typu Charif
Korwety typu Charif (Khareef) – trzy korwety Królewskiej Marynarki Wojennej Omanu o wyporności 2660 ton, zbudowane przez BAE Systems w stoczni w Portsmouth, na podstawie kontraktu opiewającego na kwotę 400 mln funtów.
Korwety typu Charif są wariantem produkowanych przez BAE Systems „99-metrowych korwet” – średniej wielkości okrętów, zoptymalizowanych pod kątem autonomiczności, małego przekroju radarowego i niskiego poziomu szumów, stanowiących uniwersalną platformę do instalacji rozmaitych systemów uzbrojenia i wyposażenia, w zależności od potrzeb klienta.
Korwety mają długość 99 m, szerokość 14,6 m i zanurzenie 4,7 m; projekt kadłuba wywodzi się z wcześniejszych 90-metrowych okrętów budowanych dla marynarki brazylijskiej i tajskiej. Dziobowa część jednostki jest zaprojektowana w sposób zmniejszający odbicie radarowe. Inną cechą zmniejszającą wykrywalność okrętu jest system napędowy typu CODOE (combined diesel or electric), umożliwiający marsz z małą prędkością przy użyciu wyłącznie cichych silników elektrycznych. Okręty posiadają dwa silniki Diesla MCR Propulsion o mocy 5400 kW i silniki elektryczne Rolls-Royce, napędzające śruby o zmiennym skoku. Prędkość maksymalna wynosi 25 węzłów, ekonomiczna - 7,7 węzła, przy której maksymalny zasięg wynosi 4500 Mm; autonomiczność okrętu wynosi 21 dni.
Korwety typu Charif mają wyposażenie pozwalające przede wszystkim na zwalczanie okrętów nawodnych i samolotów przeciwnika, oraz prowadzenie zwiadu elektronicznego. Na uzbrojenie składają się armata OTO Melara 76 mm w wersji Super Rapid na dziobie, dwa zestawy do obrony bezpośredniej 30 mm DS30M, 8 pocisków przeciwokrętowych MM-40 Exocet, 12 pocisków przeciwlotniczych MBDA MICA w wyrzutniach typu VLS; okręty mają też lądowisko, hangar i wyposażenie umożliwiające operowanie średniego śmigłowca o masie do 12 ton.
Większość wyposażenia elektronicznego jest produkcji koncernu Thales. Składają się nań radar kontroli powietrznej i wskazywania celów Thales Smart-S Mk 2, radar śledzenia celów Thales STIR 1.2 EO do kontroli ognia artyleryjskiego i rakietowego oraz system rozpoznania i wsparcia elektronicznego Thales Vigile 400 ESM/ELINT. Wszystkie podsystemy są zintegrowane w systemie zarządzania polem walki Thales Tacticos.
Wyposażenie korwet typu Charif jest zoptymalizowane pod kątem patrolowania i ochrony morskiej strefy ekonomicznej, funkcji odstraszania, zwalczania celów nawodnych i powietrznych, walki elektronicznej oraz działań poszukiwawczo-ratowniczych.
| Zdjęcie | Nazwa         | Numer burtowy | Wodowanie       | Przyjęcie do służby  | Status    |
| ------- | ------------- | ------------- | --------------- | -------------------- | --------- |
|         | „Asz-Szamich” | Q40           | 22 lipca 2009   | 23 czerwca 2013      | W służbie |
|         | „Ar-Rahmani”  | Q41           | 23 lipca 2010   | 30 października 2013 | W służbie |
|         | „Ar-Rasich”   | Q42           | 27 czerwca 2011 | 28 maja 2014         | W służbie |